# Hammer's German Grammar and Usage
Hammer's German Grammar and Usage (Німецька граматика і її використання на практиці) — довідник з граматики німецької мови.
Написаний англійською. Автором п'ятого видання, яке побачило світ у 2011 році був Мартін Даррелл. У короткому описі до другого видання було зазначено, що ця книга «залишається найбільш точним і повним довідником з вивчення граматики німецької мови для англомовних користувачів які вже мають просунутий рівень володіння німецькою мовою».